# Церковь Святого Вацлава (Волковыск)
Церковь Святого Вацлава (бел. Касцёл Святога Вацлава) — католический храм в городе Волковыск, Гродненская область, Белоруссия. Относится к Волковысскому деканату Гродненского диоцеза. Памятник архитектуры в стиле позднего классицизма, построен в 1846—1848 годах. Храм включён в Государственный список историко-культурных ценностей Республики Беларусь.

## История

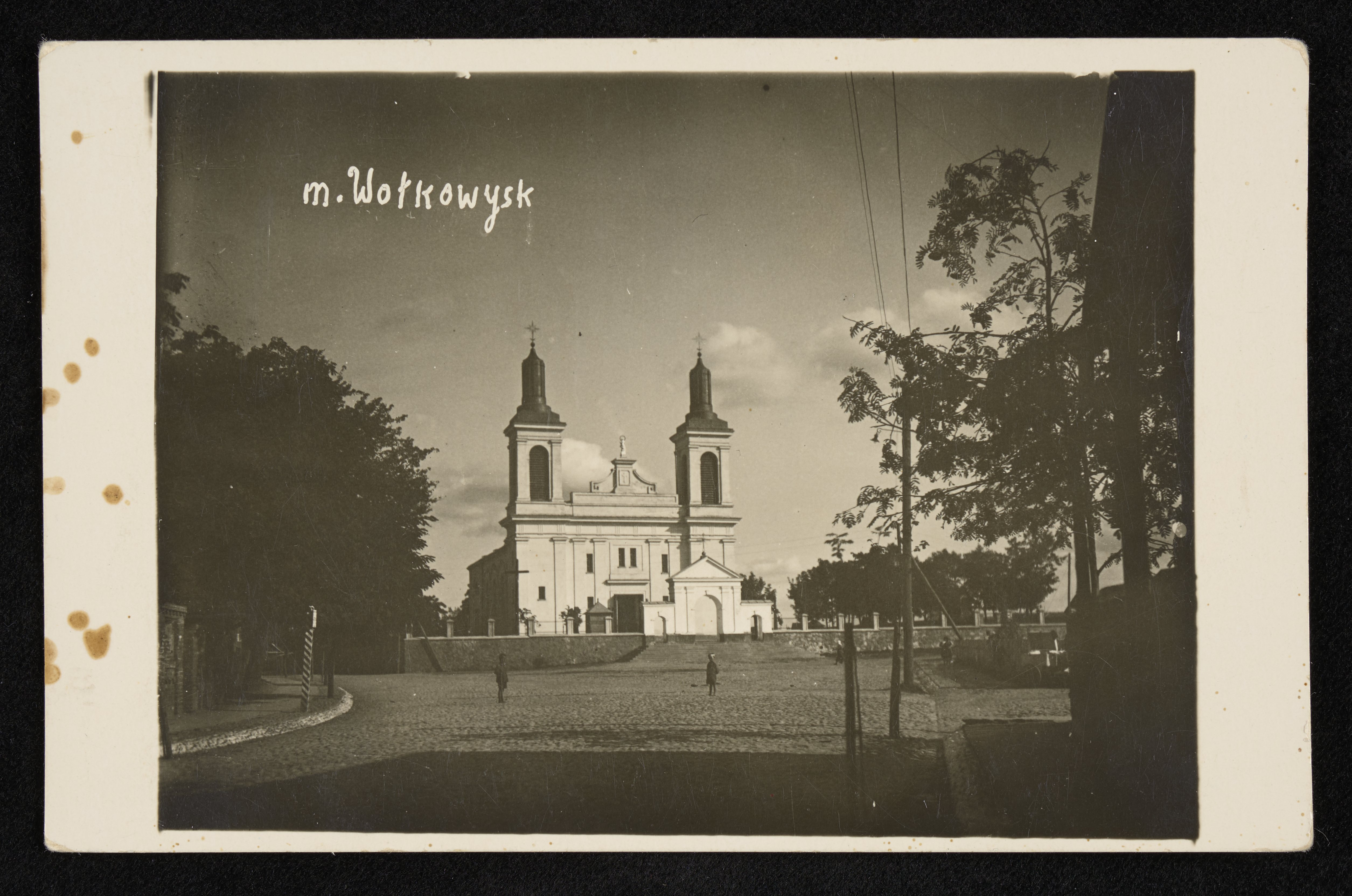
Храм на фото 1935 года

Первый католический храм в Волковыске — храм св. Николая был поставлен в 1430 году великим князем Витовтом. Этот храм был разрушен в XVII веке, когда Волковыск несколько раз дотла разорялся в ходе различных войн.
Современное здание церкви св. Вацлава было построено в 1846—1848 годах в стиле позднего классицизма на средства прихожан по инициативе священника Яна Лениковского. 13 августа 18520 года храм освятил виленский епископ Вацлав Жилиньский, будущий могилёвский митрополит. В 1930-х годах, когда Волковыск входил в состав межвоенной Польской Республики была проведена реставрация

## Архитектура.
Храм в плане имеет прямоугольную форму. Храм — трёхнефный, разделён на нефы шестью колоннами (по три в каждом ряде). Боковые нефы вдвое уже центрального. Центральный неф завершается алтарным пространством с небольшой прямоугольной апсидой и двумя прямоугольными боковыми ризницами. Главный фасад имеет по бокам две башни. Центральная часть главного фасада украшена четырьмя пилястрами, боковые части главного фасада решены как основы четырехгранных башен, фланкированы пилястрами и завершены фризом и карнизом. Между башнями находится аттик криволинейного очертания. Боковые фасады ритмично расчленены пилястрами и декорированы арочными поясками, которые обрамляют полуциркульные оконные проемы. Центральный алтарь выделен четырьмя колоннами и декорирован скульптурами (святые Пётр и Павел, XIX век, дерево), лепным орнаментом и росписью.
Территория обнесена оградой из бутового камня и металлической решетки. Главный вход оформлен трёхпролётной каменной брамой.

## Литература

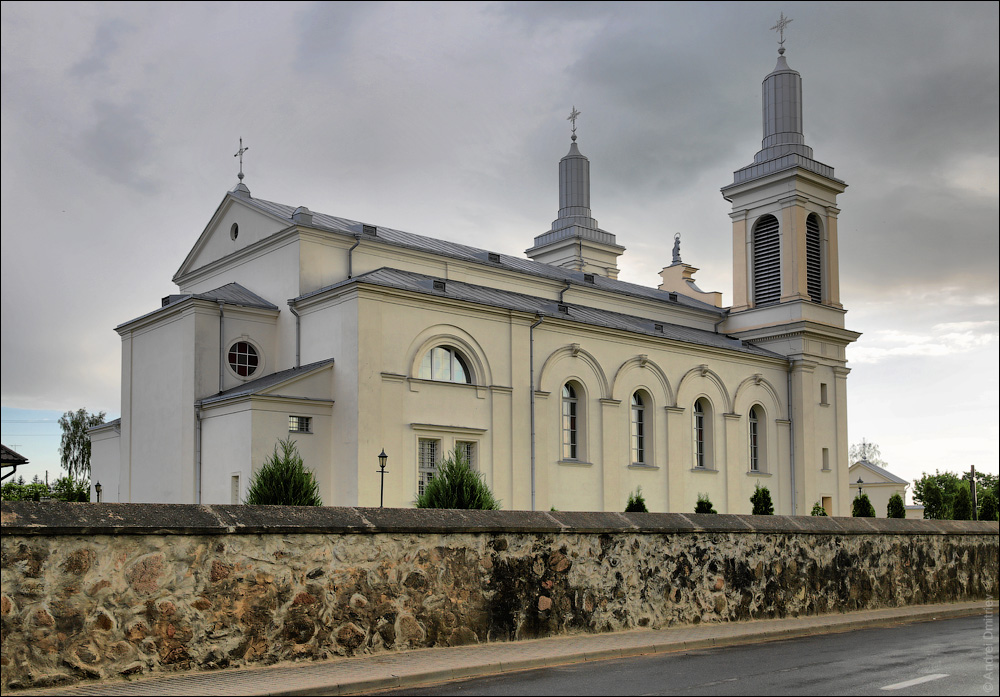
Храм со стороны апсиды